# Boris Sergejewitsch Stetschkin

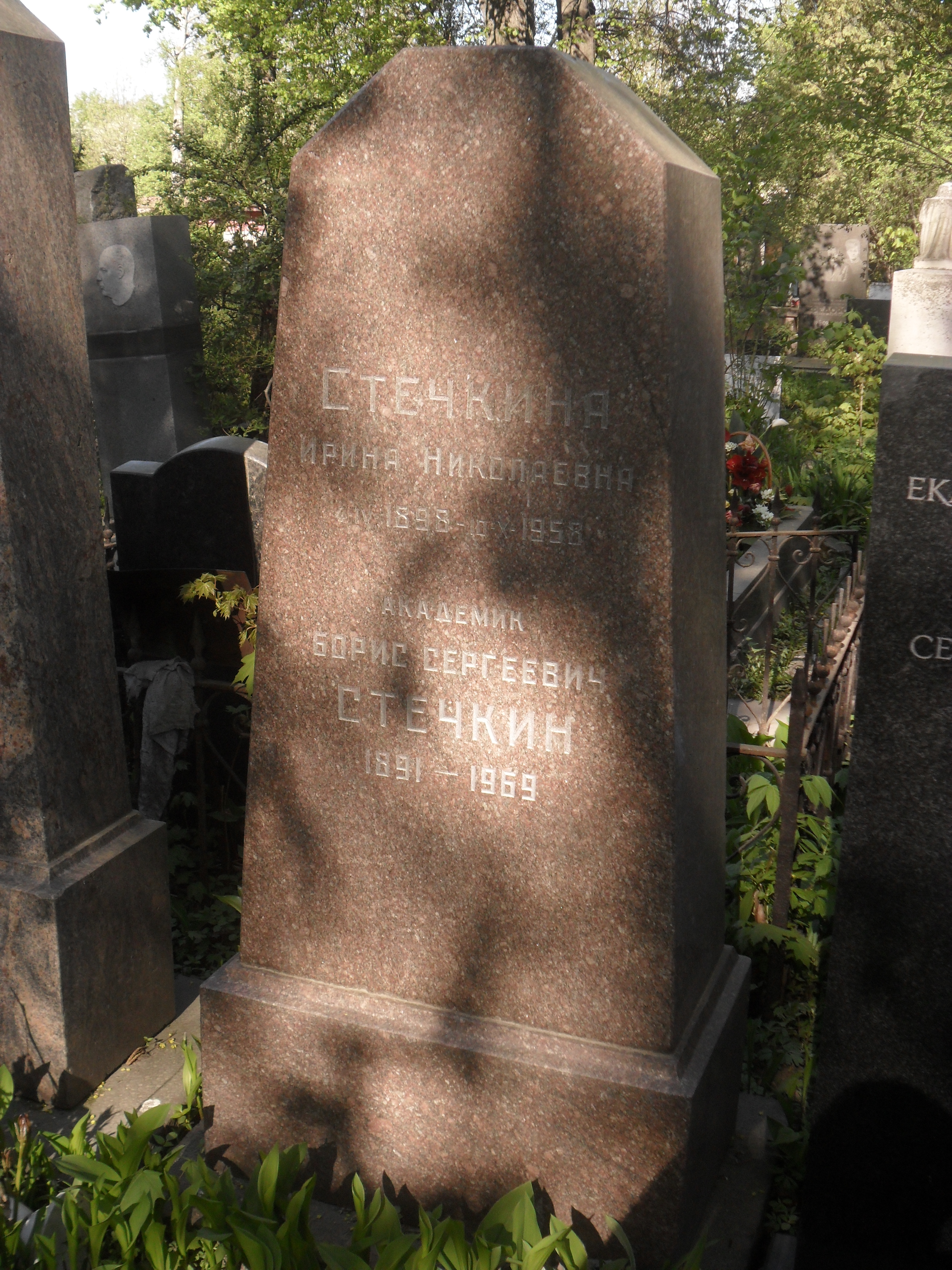
Grabmal von Stetschkin auf dem Nowodewitschi-Friedhof

Boris Sergejewitsch Stetschkin (russisch Борис Сергеевич Стечкин; * 24. Julijul. / 5. August 1891greg. in Trufanowo bei Tula; † 2. April 1969 in Moskau) war ein sowjetischer Motor-, insbesondere Flugmotorkonstrukteur und Mitglied der Akademie der Wissenschaften der UdSSR seit 1953.
Er war außerdem an der Entwicklung des Sikorsky Ilja Muromez, dem ersten viermotorigen Bomber (1914), und des Panzerkampfwagens Zar 1916–1917 beteiligt. Stetschkin schloss 1918 die Technische Universität in Moskau ab und übernahm dort anschließend einen Lehrstuhl, den er bis 1927 innehatte. Auch war er Gründungsmitglied und einer der ersten Mitarbeiter des ZAGI und Leiter der Abteilung Luftschraubenantriebe. Stetschkin beteiligte sich außerdem an der Gründung der Schukowski-Akademie und übte an dieser bis 1953 eine Lehrfunktion aus. Eine weitere Professur hatte er von 1933 bis 1937 am MAI inne. Ab 1954 arbeitete Stetschkin im Triebwerklaboratorium der Akademie der Wissenschaften, das er von 1961 bis 1962 auch leitete. Eine weitere Professur übernahm er 1954 am Automobil-Institut (heute MAMI der MSTU).
Stetschkin war Autor mehrerer wissenschaftlicher Abhandlungen. 1929 erschien als eine der ersten Veröffentlichungen zu dieser Thematik in der Sowjetunion der Zeitungsartikel Theorie der reaktiven Flugzeugtriebwerke. Es folgten die Bücher Gasturbinen (1956) und nach seinem Tod Theorie der Wärmetriebwerke. Ausgewählte Arbeiten (1970).
Er erhielt zahlreiche staatliche Auszeichnungen: Held der sozialistischen Arbeit (1961), Leninpreis (1957), Stalinpreis (1946), Leninorden (1947, 1961), Orden des Roten Banners der Arbeit (1945), Orden des Roten Sterns (1945).